# Cool Money
Pour plus de détails, voir Fiche technique et Distribution.
Cool Money est un téléfilm américain réalisé par Gary Burns diffusé en 2005.

## Synopsis
Bobby Comfort (James Marsters) était un voleur, avant de s'échapper de prison et de se disculper de toutes les charges pesant contre lui. 
Il croit alors en avoir fini avec la vie de criminel, mais de retour chez lui avec sa femme et sa fille, il se rend compte que ce style de vie domestique ne le satisfait pas. Quand Sammy Nalo (John Cassini (en)), son ancien équipier, réapparait, ils vont se mettre à piller les hôtels de New York.

## Fiche technique
- Réalisation : Gary Burns
- Scénario : Shelley Evans
- D'après la nouvelle de Martin J. Wolf et de Katherine Mader, Unlucky Pierre qui appartient au recueil Rotten Apples.
- Photographie : Luc Montpellier
- Montage : Gareth C. Scales
- Musique : John Abram
- Producteur : Aaron Barnett
- Pays :  États-Unis
- Langue : anglais
- Dates de sortie : 
  -  États-Unis : 19 mars 2005 sur USA Network
  -  Belgique : avril 2011

## Distribution
- James Marsters : Bobby Comfort
- John Cassini (en) : Sammy Nalo
- Larry Manetti : détective Ed O'Connor
- Wayne Robson : Doc
- Robin Brûlé (en) : Stephanie Comfort
- Jason Schombing : Phil Parris
- Margot Kidder : Peggy Comfort